# بلدة غرانت (مقاطعة ميكوستا)
غرانت، مقاطعة ميكوستا (بالإنجليزية: Grant Township, Mecosta County, Michigan)‏ هي بلدة تقع بولاية ميشيغان في الولايات المتحدة. تبلغ مساحتها 88.2 (كم²)، وترتفع عن سطح البحر 319 م، بلغ عدد سكانها 680 نسمة في عام تعداد الولايات المتحدة 2000 حسب إحصاء مكتب تعداد الولايات المتحدة وتصل الكثافة السكانية فيها 8.1 نسمة/كم2.

## وصلات خارجية
- The US50 - Cities and Towns in Michigan State
- Michigan Cities and Towns, Facts, Map, Flag, Colleges, Government, and More